# Vicente Aleixandre (stacja metra)
Vicente Aleixandre – stacja metra w Madrycie, na linii 6. Znajduje się w dzielnicy Moncloa-Aravaca, w Madrycie i zlokalizowana jest pomiędzy stacjami Ciudad Universitaria, Guzmán el Bueno. Została otwarta 13 stycznia 1987 roku. Do dnia 1 grudnia 2018 roku stacja nosiła nazwę Metropolitano.